# Nestor Burma, détective de choc
Pour plus de détails, voir Fiche technique et Distribution.
Nestor Burma, détective de choc est un film français réalisé par Jean-Luc Miesch, sorti le 14 avril 1982.

## Synopsis
Le détective Nestor Burma se voit confier une affaire : l'impresario du chanteur de rock Bo Craddock l'engage pour tirer au clair le suicide de la petite amie de l'idole.

## Fiche technique
- Titre : Nestor Burma, détective de choc
- Réalisation : Jean-Luc Miesch
- Scénario : Boris Bergman, Pierre Fabre et Jean-Luc Miesch, d'après le roman de Léo Malet : M'as-tu vu en cadavre ?.
- Dialogue : Pierre Fabre et Boris Bergman
- Assistant réalisateur : Sébastien Grall
- Chorégraphie : Hugues de Rosière
- Direction artistique : Serge Khayat
- Producteurs : Yves Gasser, Daniel Messère
- Production : Zénith Productions, FR3
- Directeur de production : Hugues Nonn
- Montage : Jacques Comets
- Photographie : Jean-Claude Rivière
- Musique : Alain Bashung. Paroles de Boris Bergman
- Son : Laurent Quaglio
- Distribution : S.N Prodis
- Format : 35 mm, couleur Fujicolor
- Genre : Comédie policière
- Durée : 90 minutes
- Date de sortie :
  - France : 14 avril 1982

## Distribution
- Michel Serrault : Nestor Burma, détective privé
- Jane Birkin : Hélène Chatelain, la secrétaire de Nestor
- Guy Marchand : Marc Covet, le journaliste véreux
- Alain Bashung : Bo Craddock, le chanteur de rock
- Pierre Arditi : Lecuyer
- Elizabeth Bourgine : Gin
- Michel Robin : le commissaire Florimond Faroux
- Jean-Pierre Kalfon : Delpierre, le riche industriel, ancien mari de Madeleine
- Florence Giorgetti : Madeleine Souldre, la directrice de Jarretelle Music
- Christian Bouillette : Gauri, le manager de Craddock
- Corinne Marchand : Clara Nox, ancienne gloire du Music-Hall
- Gérald Robard : Le fan
- Patrick Poivey : le road
- Odile Schmitt : La droguée
- Léo Malet : le vendeur de journaux (Caméo : Léo Malet, l'auteur de Nestor Burma, joue son propre rôle.)
- Boris Bergman : le tueur vitaminé
- Jean-Pierre Sentier : l'homme au couteau dans le dos
- Dany Jacobs : La jeune fille nue
- Guillemette Grosbon : La réceptionniste
- Jean-Luc Miesch : Le siffleur aux toilettes
- Anne-Marie Pisani
- Brigitte Lahaie : une fille à la fête

## Autour du film
- À noter que Guy Marchand, qui fait partie de la distribution de cette adaptation cinématographique ayant pour héros Nestor Burma, incarnera dix ans plus tard le célèbre détective privé à la télévision dans la série Nestor Burma[2].